# Shinbro
shinbro（しんぶろー）は、日本の映像クリエーター。山口県岩国市周東町出身。本名:弘中信也 1980年生まれ。
撮影・編集・ドローン・プロジェクションマッピング

## 略歴
幼い頃からイメージするものを形として表現する事が好きで、学生の頃から自主制作映画や漫画の制作、オリジナルバンドで作詞・作曲・編曲・ボーカルを行う。
周東中学校時代はバレーボール部に所属。変化球サーブ・レシーブを得意としチームは中国大会出場。
専門学校ではデザインコースを専攻し、デザインを評価され上級生の卒業アルバムの表紙デザインを担当。
2015年～2018年、友人・知人のウェディングムービーを10本程度制作。依頼を受けオリジナルウエディングソ5曲を制作・演奏。
金融機関で保険担当、広告デザインや写真集制作の仕事を行う。
2020年40歳を過ぎ人生の折り返し地点を迎えた時、残りの人生を好きな事で生きていきたいと思い、何も分からないままカメラとPCを購入し映像制作を開始する。広島市を拠点にshinbro名義で活動。
YouTubeやSNSでポートフォリオの公開を続けていくうちに次第に依頼をもらえる様になっていく。

## 活動
2020年より映像制作を開始。シネマティックな表現を得意とし、撮影・ドローン・映像編集を行う。
派手な映像表現も好きだが、本人は「映像を観た後にしばらく余韻が残る様な映像を作りたい」と語り、人間味やストーリー性のある感情表現が本来自分の得意とする表現だと語る。
過去制作物として、店舗PV・ポートレート・ウェディング・MV・成長記録・イベント記録・観光・VLOGと、様々な分野を独自のカラーで表現する。
映像を観たQPJのCEO・加藤英紀（QP）から誘いを受け、2022年9月から本格的に映像制作を始める。
2023年11月、広島で行われた島谷ひとみ・HIPPYが発起人である音楽フェス「PEACE STOCK'78」のTVCM、公式YouTube番組、ライブ撮影を担当。

## 表彰
- 2020年 動画選手権：総合優勝『下の子が小学生になりました』
- 2020年 渋谷国際真面目映画祭：最終選考『脱皮』
- 2023年 地元サイコゥ！映画祭：佳作『紅葉4K ひとときの恍惚-広島佛通寺-』

## 出演

### ラジオ
- Gift to you～あなたの心に届け～[1]
- Happy Serendipity[2]

## 制作
映画
1996年「さながら刑事'96」監督・脚本・編集・出演
1997年「さながら刑事'97」監督・脚本・編集・出演
2000年「NIGHTMARE」監督・脚本・撮影・編集・出演
2003年「NIGHTMARE 2」監督・脚本・撮影・編集・出演
2004年「HIGURASHI」企画 KOICHI 監督：KOICHIと共同・脚本：KOICHIと共同・撮影・編集・出演
2010年「NIGHTMARE 3」監督・脚本・撮影・編集・出演
2020年「脱皮」監督・脚本・編集・出演
2023年 島谷ひとみ・HIPPY発起人 音楽フェス「PEACE STOCK'78」TVCM、公式YouTube制作

音楽
「EIZIA」1998年から2000年活動のロックバンド。作詞・作曲・ボーカル担当
「SNY」2003年から2010年活動のソロミュージシャン。作詞・作曲・編曲・ボーカル・ギター・ベース・ドラムマシン・mix